# Танцувай с мен (теленовела)
„Танцувай с мен“ (на испански: Baila conmigo) е мексиканска теленовела от 1992 г., създадена от Сюзън Кроули и Габриела Ортигоса, режисирана от Марко Флавио Крус, и продуцирана от Луис де Яно Маседо за Телевиса.
В главните роли са Едуардо Капетийо и Биби Гайтан, а в отрицателните – Паулина Рубио, Рафаел Рохас и Клаудия Ислас.

## Сюжет
Историята се развива през 50-те години, ерата, в която се популяризира рокендролът. Младата и известна девойка, Пилар, се влюбва в амбициозния Бруно, който се стреми само към авантюрите. Андреа, най-добрата приятелка на Пилар, също проявява интерес към него, решавайки да го спечели, макар че не е толкова привлекателна, колкото Пилар.
Въпреки че е привлечен от Пилар, Бруно си играе и с двете момичета. От друга страна, Еди, млад и амбициозен певец, е влюбен в Пилар, но след като вижда, че тя има връзка с Бруно, се отдалечава от нея. Когато Андреа, чийто баща има радиопредаване, предлага на Бруно да го превърне в успешен певец, той изоставя Пилар, унижена и нещастна. Пилар се сприятелява с Еди, а малко по-късно става негова годеница, но малко преди сватбата им, се появява отново Бруно, който успява да ги раздели, убеждавайки Еди, че са планирали бягство с Пилар. Наранен за втори път, Еди не иска да знае нищо повече за любовта на живота си.
Откриват се също и други персонажи – Херман, бащата на Андреа и Томас, е непоправим Дон Жуан. Херман е разочарован от съпругата си, но, въпреки това, открива любовта в лицето на Лети, секретарката си. Нели Мол е известна актриса, която не се „дава“ на отминалите години, изисква от дъщеря си, Кларита, да се облича като малко момиченце, за да не се чувства стара. Нели крие голяма тайна, но е разкрита от Алфонсо, който започва да я изнудва. Лихварят, известен с прякора Едноокия, обитаващ улиците, има огромен белег на лицето си. Доня Рефухио, майката на Еди и Росарио, е певица на болеро, живееща със спомените за мъртвия си съпруг. И Тереса, майката на Пилар, най-добрата приятелка на Рефухио.

## Актьори
Част от актьорския състав:
- Биби Гайтан – Пелар Ривас Мотехо / Кармен Феърбанкс
- Едуардо Капетийо – Еди Лопес Уреа
- Паулина Рубио – Андреа де ла Регера Антийон
- Рафаел Рохас – Бруно Вентура Контрерас
- Алексис Аяла – Томас де ла Регера Антийон
- Хоакин Кордеро – Херман се ла Регера Бустаманте
- Клаудия Ислас – Нели Мол
- Мария Виктория – Рефухио
- Луча Морено – Джоана
- Стефани Салас – Кларита / Клариса
- Андреа Легарета – Ребека Вайехо
- Моника Прадо – Кристина
- Родриго Видал – Самуел
- Лорена Рохас – Росарио Лопес
- Серхио Хименес – Едноокия
- Ана Силвети – Магдалена
- Ампаро Аросамена – Консуело
- Майра Рохас – Лети
- Херардо Гаярдо – Рикардо
- Оскар Травен – Адолфо
- Раймундо Капетийо
- Мануел Гисар
- Лили Гарса
- Сусана Руис
- Франсиско Касасола
- Патрисия Валдес
- Жаклин Волтер

## Премиера
Премиерата на Танцувай с мен е на 30 март 1992 г. по Canal de las Estrellas. Последният 100. епизод е излъчен на 14 август 1992 г.

## Награди и номинации
Награди TVyNovelas 1993
| Категория                           | Номиниран(а)     | Резултат   |
| ----------------------------------- | ---------------- | ---------- |
| Най-добър актьор в отрицателан роля | Рафаел Рохас     | Номиниран  |
| Най-добър пръв актьор               | Хоакин Кордеро   | Номиниран  |
| Най-добра млада актриса             | Биби Гайтан      | Номинирана |
| Най-добър млад актьор               | Едуардо Капетийо | Печели     |
| Най-добро женско откритие           | Паулина Рубио    | Номинирана |
| Най-добро мъжко откритие            | Алексис Аяла     | Номиниран  |
| Най-добро мъжко откритие            | Херардо Гаярдо   | Номиниран  |
| Най-добър оператор                  | Пати Хуарес      | Печели     |